# Andoni Agirregomezkorta Muñoz
Andoni Agirregomezkorta Muñoz (Sant Sebastià, 1971), és un actor basc. El seu treball més conegut és el que actualment ocupa al programa de televisió Vaya Semanita, com a presentador i actor. Des de 1997 fins al 2003 va fer estudis d'interpretació teatral. Agirregomezkorta compta amb una àmplia experiència en televisió i teatre.
El setembre del 2004 va començar en Vaya Semanita com a actor, on va destacar en papers com el del cobrador del bar o en la paròdia de Bruce Lee; etapa en què el programa va rebre el Premi de l'Acadèmia de Televisió al millor programa autonòmic d'entreteniment. Des de 2005 és el presentador del programa, etapa en què el programa ha aconseguit el Premi Ondas al millor programa autonòmic en 2006, i altra vegada el Premi de l'Acadèmia en 2007.

## Altres treballs
- 1998 - Obra Teatral “Tú a tú”
- 1999 - Diversos sketches del programa d'Etb-1 "Sorginen Laratza"
- 2000 - Obra Teatral “Pulsos”
- 2000 - "Lluís Companysi omenaldia" (Homenatge a Lluís Companys) Anunci interactiu d'Euskaltel
- 2001 -8 capítols en la sèrie d'Etb-1 "Hasiberriak"
- 2001 - "La importancia de llamarse Ernesto"
- 2002 – Obra teatral “Tragicomedia de Don Cristóbal y la señá Rosita”
- 2002 - Participació en el programa "Balearen sabeletik" de "Radio Popular de Loyola y San Sebastián-Donosti".
- 2002 - Spot de la campanya d'EiTB “Estamos abiertos” (família txapeldun).
- 2004 – Obra teatral “A ze parea!”
- 2005 - Spots de cervesa Keler "Epa!"
- 2005 – Llargmetratge “El síndrome de Svensson”
- 2005 - TV movie “Zeru Horiek”
- 2009 - Euskolegas, programa derivat de Vaya Semanita
- 2010 - Participació en el programa de TVG Comando chef
- 2016 - Cuerpo de élite, pel·lícula